# Ramón Ramírez
Jesús Ramón Ramírez Ceceña (Tepic, Nayarit, México, 5 de diciembre de 1969) es un exfutbolista mexicano y actual cronista deportivo de Grupo Imagen. Centrocampista zurdo, tras terminar su carrera en los Estados Unidos se decidió por radicar en Los Ángeles, California junto con su familia. Dotado de una gran calidad técnica, recordado como uno de los mejores jugadores del Club Deportivo Guadalajara y de la Selección de fútbol de México en los Mundiales de 1994 y 1998. Es hermano del también exfutbolista Nicolás Ramírez.
Jesús Ramón Ramírez Ceceña se encuentra actualmente unido en matrimonio con Elia Karina Morón Manjarrez de Tepic, Nayarit.

## Trayectoria
Se forjó en el club Coras de Tepic de la entonces Segunda División de México, a finales de la década de los años 80´s, posteriormente debuta en Primera División con el Club Santos Laguna de Torreón en septiembre del año de 1990. Se convirtió en un gran prospecto de inmediato hasta el grado de ser llamado a la Selección nacional, pero en un partido en el Estadio Corona sufrió una gravísima lesión por parte de un debutante americanista llamado Alberto Carrillo.
Tras una larga recuperación volvió al cuadro lagunero, los llamados a la selección continuaron y fue llamado al equipo nacional para jugar la Copa Mundial de 1994 jugada en Estados Unidos, en donde tuvo una buena actuación.
En el mismo año de 1994 fue transferido al club en donde confirmó el gran jugador que era, el Club Deportivo Guadalajara, a cambio el Santos recibió al experimentado Benjamín Galindo, a Everaldo Begines y a Juan José Balcazar.
De inmediato tuvo gran aceptación por parte de la afición rojiblanca hasta ser reconocido como figura y posteriormente leyenda del equipo.
Fue pieza clave del equipo que consiguió el título del Verano 1997, venciendo en la final al equipo Toros Neza junto a jugadores como Noe Zárate, Claudio Suárez, Joel Sánchez, Alberto Coyote, Paulo César Chávez y Gustavo Nápoles.
Fue llamado de nuevo a un mundial, esta vez celebrado en Francia en 1998. Desarrolló un gran nivel, pero en un malentendido con el árbitro en el tercer partido en contra de Holanda, Ramón fue expulsado. El marcador terminó 2-2 con un gol agónico de Luis Hernández, México calificó a los octavos de final, pero fue eliminado por Alemania.
En el momento en el que Ramón ya era idolatrado por la hinchada chiva, el presidente de la promotora Guadalajara, Salvador Martínez Garza, vendió al jugador al rival odiado, el América. Pese a las grandes reclamaciones por parte de los seguidores rojiblancos, el cambio ya estaba hecho. Esto se debió a que el Club Guadalajara tuvo problemas económicos rumbo a 1999.
En el equipo crema no pudo brillar y sólo después de un año de llegar al equipo de Coapa, emigró a los Tigres de la Universidad Autónoma de Nuevo León. 
En el equipo de la Sultana tuvo un aceptable ritmo de juego, pero el 11 de diciembre de 2000 sufrió un grave accidente automovilístico que además de lesionarlo por varios meses, resultó fatal para la familia con la que tuvo el choque, causando la muerte del profesor Efraín Cázares Barbosa, así como los decesos de los hijos de dicho profesor, Guillermo Efraín y Adonella Berenice Cázares Rodríguez, de nueve y cinco años de edad, respectivamente. Los resultados de un peritaje que practicó el Instituto Jalisciense de Ciencias Forenses determinaron que la camioneta Windstar que conducía el entonces futbolista de los Tigres transitaba a exceso de velocidad, y sin la precaución debida, chocando contra el Dodge Coronet donde se encontraban las víctimas. La esposa del profesor, Evangelina Rodríguez Aceves, salió disparada al pavimento, donde la atropelló un Volkswagen que conducía Erick Schrimer Robles, y falleció junto con una persona en gestación. No hay muchas fuentes que expliquen el motivo por el cual no fue sentenciado por homicidio culposo. 
Después de la recuperación no pudo retomar su nivel anterior, mucho menos el que mostró en su paso por el Guadalajara. 
Para el torneo Verano 2002, Ramón regresó a al Guadalajara, en donde no pudo repetir lo hecho en su época pasada con el club, sí tuvo una buena actuación que fue aplaudida por sus seguidores y los del equipo.
En el torneo Clausura 2004 marcó un importante gol en la semifinal en contra del Toluca. Ya en la final, el equipo perdió en serie de tiros penales en contra de los Pumas en el estadio Olímpico Universitario.
La nueva directiva rojiblanca adquirió un equipo de expansión de la liga de fútbol estadounidense, al que llamaron Chivas USA. Como parte de la promoción del equipo, se decidió mandar al veterano favorito de la afición, Ramón Ramírez. Fue líder, figura y capitán del equipo, pero para la temporada 2006 una lesión le impidió jugar prácticamente todo el torneo. Su intención era jugar la temporada 2007, pero sintió que su cuerpo ya no lo resistiría, así que en el primer partido de la temporada en contra del recién nacido equipo de Toronto, Ramón anunció su retiro. Lo hizo oficial el 26 de mayo de 2007. Para muchos es considerado el mejor medio creativo que ha dado el fútbol mexicano.
Ramírez, padre de dos hijos, decidió volcarse de pleno en el fútbol juvenil y creó Club Deportivo Internacional, una empresa que, entre otras funciones, cuenta con una escuela de fútbol que prepara a niños y niñas de entre siete y diecisiete años.
En este proyecto, le acompañan el exfutbolista de la Selección Mexicana Claudio 'Emperador' Suárez, el exportero de Chivas, Martín 'Pulpo' Zúñiga, quien también participará en las Clínicas Nacionales

## Estadísticas

### Clubes
| Deportivo Tepic · México |               |               |     |    |    |    |    |     |     |    |
| 2ª | 1988-89       | 16            | 0   | -  | -  | -  | -  | 16  | 0   |    |
| 2ª | 1989-90       | 29            | 2   | -  | -  | -  | -  | 29  | 2   |    |
| Total club | Total club    | 45            | 2   | -  | -  | -  | -  | 45  | 2   |    |
| C. Santos Laguna · México |               |               |     |    |    |    |    |     |     |    |
| 1ª | 1990-91       | 30            | 1   | 6  | 1  | -  | -  | 36  | 2   |    |
| 1ª | 1991-92       | 13            | 3   | 2  | 0  | -  | -  | 15  | 3   |    |
| 1ª | 1992-93       | 23            | 3   | -  | -  | -  | -  | 23  | 3   |    |
| 1ª | 1993-94       | 33            | 5   | -  | -  | -  | -  | 33  | 5   |    |
| Total club | Total club    | 99            | 12  | 8  | 1  | -  | -  | 107 | 13  |    |
| C.D. Guadalajara · México |               |               |     |    |    |    |    |     |     |    |
| 1ª | 1994-95       | 35            | 6   | 1  | 0  | -  | -  | 36  | 6   |    |
| 1ª | 1995-96       | 24            | 1   | 3  | 0  | -  | -  | 27  | 1   |    |
| 1ª | 1996-97       | 39            | 2   | 4  | 1  | -  | -  | 43  | 3   |    |
| 1ª | 1997-98       | 30            | 8   | 13 | 0  | 13 | 3  | 44  | 11  |    |
| 1ª | 1998          | 22            | 4   | 2  | 0  | -  | -  | 24  | 4   |    |
| 1ª | 2002          | 15            | 1   | -  | -  | -  | -  | 34  | 2   |    |
| 1ª | 2002-03       | 24            | 1   | -  | -  | -  | -  | 24  | 1   |    |
| 1ª | 2003-04       | 33            | 3   | 1  | 0  | -  | -  | 34  | 3   |    |
| 1ª | 2004          | 10            | 1   | -  | -  | -  | -  | 10  | 1   |    |
| Total club | Total club    | 232           | 27  | 12 | 1  | 13 | 3  | 257 | 31  |    |
| C. América · México |               |               |     |    |    |    |    |     |     |    |
| 1ª | 1999          | 18            | 3   | -  | -  | -  | -  | 18  | 3   |    |
| Total club | Total club    | 18            | 3   | -  | -  | -  | -  | 18  | 3   |    |
| C.F. Tigres U.A.N.L. · México |               |               |     |    |    |    |    |     |     |    |
| 1ª | 1999-00       | 30            | 1   | -  | -  | -  | -  | 30  | 1   |    |
| 1ª | 2000-01       | 22            | 0   | -  | -  | -  | -  | 22  | 0   |    |
| 1ª | 2001          | 12            | 0   | -  | -  | -  | -  | 12  | 0   |    |
| Total club | Total club    | 64            | 1   | -  | -  | -  | -  | 64  | 1   |    |
| C.D. Chivas USA Estados Unidos |               |               |     |    |    |    |    |     |     |    |
| 1ª | 2005          | 31            | 2   | -  | -  | -  | -  | 31  | 2   |    |
| 1ª | 2006          | 0             | 0   | -  | -  | -  | -  | 0   | 0   |    |
| Total club | Total club    | 31            | 2   | -  | -  | -  | -  | 31  | 2   |    |
| Total carrera | Total carrera | Total carrera | 489 | 47 | 20 | 2  | 13 | 3   | 522 | 52 |
| (1)Incluye datos de la Copa México, Pre Pre Libertadores (1998) e InterLiga (2004). (2)Incluye datos de la Copa de Campeones de la Concacaf (1997), Pre-Libertadores (1998) y Copa Libertadores (1998). |               |               |     |    |    |    |    |     |     |    |

3 Jugó el partido único entre América y Guadalajara, realizado en el Estadio Azteca para determinar el orden de enfrentamientos entre los clubes mexicanos y los venezolanos, esto luego del rechazo de Cruz Azul y Atlante a participar en un cuadrangular eliminatorio para los clubes mexicanos..

## Selección nacional
Tuvo su primera convocatoria con la selección nacional de fútbol de México en 1991 siendo un joven talentoso y prometedor, y después de recuperarse de una fractura de rodilla en 1993, fue titular para México hasta el año 2000.
Su primera aparición importante para el equipo mexicano, estuvo en la Copa América de 1993 en Ecuador, el dirigente mexicano luego fue Miguel Mejía Barón. Curiosamente, Ramírez fue utilizado por el entrenador como defensor izquierdo en lugar de como lateral / centrocampista izquierdo, posición que presentó en su equipo y que le concedió la llamada para el equipo nacional. Ese equipo mexicano estaba bien equilibrado y funcionó muy bien. Llegaron a la final del torneo, pero perdió por 2-1 ante la Selección Argentina.
Ramón Ramírez fue llamado nuevamente para formar parte de la selección mexicana para la Copa Mundial de Estados Unidos 1994. Él tuvo un buen rendimiento, en la misma posición de defensor izquierdo. El equipo mexicano alcanzó sólo los octavos de final perdiendo ante Bulgaria.
También participó en la Copa América 1995 celebrada en Uruguay. El equipo mexicano terminó en séptimo lugar de doce equipos. En cuartos de final eliminó en penales a Ecuador. Posteriormente fue eliminado en semifinales por Bolivia.
En 1998, volvió a participar en la Copa Mundial de Francia 1998. En este torneo, tuvo un papel más ofensivo, dando una asistencia de Cuauhtémoc Blanco para anotar contra Bélgica. Sin embargo, fue expulsado en el partido contra Holanda después de una confusión del árbitro, que se suponía iba a reservar otro jugador, por lo que fue suspendido en la ronda de cuartos de final contra Alemania, que finalmente fue el último partido de México. 
En 1999, ganó la Copa Confederaciones 1999, ante Brasil por marcador 4-3. Ramón en total anotó 15 goles en 121 partidos con México detrás de Claudio Suárez, Pável Pardo y Gerardo Torrado.
Participaciones en fases finales
| Competición                    | Categoría | Sede                    | Resultado        | Partidos | Goles |
| ------------------------------ | --------- | ----------------------- | ---------------- | -------- | ----- |
| Copa Oro CONCACAF 1993         | Absoluta  | Estados Unidos y México | Campeón          | 5        | 1     |
| Copa América 1993              | Absoluta  | Ecuador                 | Subcampeón       | 6        | 1     |
| Copa Mundial FIFA 1994         | Absoluta  | Estados Unidos          | Octavos de final | 4        | 0     |
| Copa América 1995              | Absoluta  | Uruguay                 | Cuartos de final | 3        | 0     |
| Copa FIFA Confederaciones 1995 | Absoluta  | Arabia Saudita          | Tercer lugar     | 3        | 1     |
| Copa Oro CONCACAF 1996         | Absoluta  | Estados Unidos          | Campeón          | 4        | 0     |
| Copa Kirin 1996                | Absoluta  | Japón                   | Tercer lugar     | 2        | 0     |
| Copa FIFA Confederaciones 1997 | Absoluta  | Arabia Saudita          | Primera fase     | 2        | 1     |
| Copa Oro CONCACAF 1998         | Absoluta  | Estados Unidos          | Campeón          | 4        | 1     |
| Copa Mundial FIFA 1998         | Absoluta  | Francia                 | Octavos de final | 3        | 0     |
| Copa América 1999              | Absoluta  | Paraguay                | Tercer lugar     | 4        | 0     |
| Copa FIFA Confederaciones 1999 | Absoluta  | México                  | Campeón          | 4        | 0     |
| Copa Carlsberg 2000            | Absoluta  | China                   | Tercer lugar     | 2        | 0     |
| Copa Oro CONCACAF 2000         | Absoluta  | Estados Unidos          | Cuartos de final | 3        | 1     |

## Palmarés

### Campeonatos nacionales
| Título           | Club             | País   | Año  |
| ---------------- | ---------------- | ------ | ---- |
| Primera División | C.D. Guadalajara | México | 1997 |

### Campeonatos internacionales
| Título                    | Club               | Sede                    | Año  |
| ------------------------- | ------------------ | ----------------------- | ---- |
| Copa Oro CONCACAF         | Selección Mexicana | Estados Unidos y México | 1993 |
| Copa Oro CONCACAF         | Selección Mexicana | Estados Unidos          | 1996 |
| Copa Oro CONCACAF         | Selección Mexicana | Estados Unidos          | 1998 |
| Copa FIFA Confederaciones | Selección Mexicana | México                  | 1999 |

### Distinciones individuales
| Distinción                                                     | Año     |
| -------------------------------------------------------------- | ------- |
| Máximo goleador de los Juegos Centroamericanos y del Caribe    | 1990    |
| Mejor Novato de la Primera División de México                  | 1990-91 |
| Mejor Jugador de la Copa de Oro de la Concacaf                 | 1993    |
| Mejor Centrocampista de la Primera División de México          | 1994-95 |
| Mejor Centrocampista Ofensivo de la Primera División de México | 1996-97 |
| Club de los Cien de la FIFA                                    | 2000    |